# Kehri Jones
Kehri Jones (* 30. November 1993 in Fort Hood) ist eine ehemalige US-amerikanische Bobfahrerin, die als Anschieberin aktiv war. Sie gewann 2017 bei der Bob-Weltmeisterschaft 2017 als Anschieberin Elana Meyers Taylors die Goldmedaille im Zweierbob.

## Karriere
Im Jahr 2015 kam Kehri Jones zum Bobsport und wurde daraufhin zur Anschieberin ausgebildet. Ihr erstes Rennen absolvierte sie beim Weltcup-Rennen in Winterberg am 5. Dezember 2015. Als Anschieberin von Elana Meyers Taylor belegte sie bei ihrem Debüt den zweiten Platz. Am 14. Januar 2016 war sie als Anschieberin von Elana Meyers Taylor im Bob-Europacup 2015/16 aktiv und die beiden konnten das Rennen am 14. Januar 2016 in Innsbruck für sich entscheiden. Zwei Tage später ging sie beim Viererbobrennen des Europacups an den Start und war dabei neben Kristen Hurley und Terra Evans eine von drei Anschieberinnen des Viererbobs von Elana Meyers Taylor. Nach dem ersten Durchgang belegten sie den 29. Platz und verpassten dabei den zweiten Durchgang.
Bei der Bob-Weltmeisterschaft 2016 ging Kehri Jones nicht gemeinsam mit Elena Meyers Taylor an den Start, sondern wurde als Anschieberin von Katie Eberling eingesetzt. Die beiden belegten nach vier Läufen im Olympia Eiskanal Innsbruck-Igls den achten Platz. Nach den Weltmeisterschaften fand in Innsbruck am 21. Februar 2016 ein Exhibition Race für Frauen-Viererbobs statt. An diesem Wettbewerb nahm Kehri Jones als Teil der Crew von Elana Meyers Taylor teil. Beim Wettbewerb in der Olympiabahn von Innsbruck belegten sie den vierten und damit letzten Platz. Beim Weltcup auf der Kunsteisbahn Königssee am 26. Februar 2016 konnte Kehri Jones erstmals gemeinsam mit Elana Meyers Taylor ein Weltcup-Rennen gewinnen. Sie siegten dabei vor dem kanadischen Bob von Kaillie Humphries und dem deutschen Bob von Anja Schneiderheinze. Am Ende der Saison 2015/16 belegte das Team von Elena Meyers Taylor in der Gesamtwertung des Weltcups den achten Platz.
Zum ersten Mal zum Einsatz kam Kehri Jones in der Saison 2016/17 am 6. Januar 2017 in Altenberg. Hinter dem kanadischen Bob von Kaillie Humphries belegte sie als Anschieberin von Elana Meyers Taylor den zweiten Platz. Eine Woche später gewannen die beiden das Weltcuprennen von Winterberg vor dem deutschen Bob von Mariama Jamanka und dem US-amerikanischen Bob von Jamie Greubel Poser. Zudem konnte sie am 27. Januar 2017 auch den Weltcup von Königssee vor dem US-amerikanischen Bob von Jamie Greubel Poser und dem deutschen Bob von Mariama Jamanka gewinnen. Bei den Bob-Weltmeisterschaften 2017 wurde Kehri Jones als Anschieberin von Elana Meyers Taylor eingesetzt und die beiden konnten die Goldmedaille vor dem kanadischen Bob von Kallie Humphries und dem US-amerikanischen Bob von Jamie Greubel Poser gewinnen.
In der Saison 2017/18 konnte sie gemeinsam mit Elana Meyers Taylor am 24. November 2017 auf der Olympiabahn von Whistler den dritten Platz belegen. Am 28. November 2017 wurde Kehri Jones erstmals als Anschieberin im Nordamerikacup eingesetzt. Gemeinsam mit der Pilotin Brittany Reinbolt belegte sie bei dem US-amerikanischen Dreifachsieg den dritten Platz. Einen Tag später ging sie beim zweiten Rennen in Park City als Anschieberin von Kristi Koplin an den Start und belegte mit ihr den sechsten Platz. Zum bisher letzten Mal war Kehri Jones am 16. Dezember 2017 als Anschieberin aktiv. Beim Sieg des deutschen Bobs von Stephanie Schneider belegte sie als Anschieberin von Elana Meyers Taylor den zweiten Platz.

## Erfolge

### Weltmeisterschaft
- 2016: 8. Platz als Anschieberin von Katie Eberling
- 2017: 1. Platz als Anschieberin von Elana Meyers Taylor

### Weltcupsiege
| Nr. | Datum         | Pilotin             | Ort        | Bahn                      |
| --- | ------------- | ------------------- | ---------- | ------------------------- |
| 1.  | 26. Feb. 2016 | Elana Meyers Taylor | Königssee  | Kunsteisbahn am Königssee |
| 2.  | 13. Jan. 2017 | Elana Meyers Taylor | Winterberg | Bobbahn Winterberg        |
| 3.  | 27. Jan. 2017 | Elana Meyers Taylor | Königssee  | Kunsteisbahn am Königssee |